# 社会民主党 (アンドラ)
社会民主党（しゃかいみんしゅとう、カタルーニャ語: Partit Socialdemòcrata）は、アンドラの政党。社会民主主義を標榜する。社会主義インターナショナル加盟政党であり、欧州社会党にもオブザーバー加盟している。
2001年、2005年の渓谷総会（議会）選挙では第2党にとどまったが、2009年7月の渓谷総会選挙で半数の14議席を獲得して第1党となり、ジャウマ・バルトメウを首相に輩出した。
2011年の渓谷総会選挙では6議席を獲得するにとどまり、第2党に後退して野党となった。2015年の渓谷議会選挙では「アンドラのみどり」や「市民イニシアチブ」、無所属の候補と提携して選挙運動を展開したが、得票率はさらに低下して3議席となった。2019年4月7日執行のアンドラ総選挙では7議席を獲得し第2党だった。